# Heptasyllabe
L'heptasyllabe est un vers de sept syllabes.

## Usage
Parce qu'il comporte moins de huit syllabes, l'heptasyllabe (en grec, hepta = « sept ») fait partie des « mètres simples ».
En poésie française, il est le plus utilisé des vers impairs.
Il est fréquemment employé au Moyen Âge, dans la poésie lyrique courtoise, seul ou en association avec d'autres vers, notamment dans les strophes isométriques des chansons de toile et des pastourelles.

On le trouve aussi utilisé en hétérométrie, comme dans Le Cerf se voyant dans l'eau de La Fontaine, une sorte de strophe isolée au centre de la fable :
Tout en parlant de la sorte,

Un limier le fait partir.

Il tâche à se garantir ;

Dans les forêts il s’emporte.
— Jean de La Fontaine, Fables, VI, « Le Cerf se voyant dans l’eau »
Ou dans Amphitryon de Molière (dialogue bouffon de Mercure et Sosie).

Il est aussi utilisé en isométrie, en particulier dans les odes des poètes de la Pléiade et chez Malherbe, ainsi que dans certaines fables de La Fontaine, par exemple Le Rat de ville et le Rat des champs. La Cigale et la Fourmi, à l'exception du deuxième vers, est entièrement composé d'heptasyllabes :
La cigale, ayant chanté

Tout l'été,

Se trouva fort dépourvue

Quand la bise fut venue.
— Jean de La Fontaine
Au XIXe siècle, il est employé dans les genres légers. Victor Hugo utilise l'heptasyllabe dans plusieurs poèmes de Chansons des rues et des bois. Il est aussi utilisé par Paul Verlaine à plusieurs reprises, dans Mandoline et En sourdine (des Fêtes galantes), ainsi que dans La Chanson des ingénues et Sur urbe (Poèmes saturniens, Caprices). Outre Hugo et Verlaine, d'autres auteurs le choisissent : Alfred de Musset, Charles Baudelaire et Arthur Rimbaud.
L'heptasyllabe peut également être utilisé en bimétrie, associé à des vers de trois syllabes dans des sizains, comme dans Chant des oiseaux de Victor Hugo.
Dans la poésie française moderne, il a été beaucoup utilisé par Louis Aragon. Trois des poèmes de La Diane française – La Rose et le Réséda, La Ballade de celui qui chanta dans les supplices et La Chanson de l'université de Strasbourg – sont écrits en heptasyllabes.

Chez Paul Valéry, par exemple, dans un sonnet de type élisabéthain :
Si la plage penche, si

L'ombre sur l'œil s'use et pleure

Si l'azur est larme, ainsi

Au sel des dents pure affleure

La vierge fumée ou l’air

Que berce en soi puis expire

Vers l’eau debout d’une mer

Assoupie en son empire

Celle qui sans les ouïr

Si la lèvre au vent remue

Se joue à évanouir

Mille mots vains où se mue

Sous l’humide éclair de dents

Le très doux feu du dedans.
— Paul Valéry, Charmes : Album de vers anciens, « Vue »
Toujours au XXe siècle, René Char l'emploie souvent en compagnie de vers de métrique proche comme l'octosyllabe ou l'hexasyllabe. Par exemple dans Les nuits justes, poème qui s'ouvre par un vers plus court et s'achève sur deux vers plus longs. Ou dans Hermétiques ouvriers :
Aux épines du torrent

Ma laine maintient ma souffrance.
— René Char
L'heptasyllabe est fréquemment utilisé dans la tchastouchka russe.

## Structure
Le rythme de l'heptasysllabe est le plus souvent basé sur deux mesures.

En 3/4 :
La cigal(e),/ ayant chanté
— Jean de La Fontaine
Ou en 4/3 :
Et nous saurons/ que c'est vrai
— René Char, Les Matinaux, « Les nuits justes »
Mais l'heptasysllabe se prête également au rythme ternaire. Par exemple :
Le roc,/ les Terres,/ le fer.
— Arthur Rimbaud, Fêtes de la faim